# Style (журнал)
«Style» (укр. Стиль) — південноафриканський журнал, заснований у 1981 році та виданий видавництвами Caxton і CTP Publishers and Printers Limited.

## Історія
Редакторкою-засновницею журналу була Мерилін Гаттінг, яка заснувала видання на основі американських «міських журналів». Журнал був хронікою вищого світу Йоганнесбурга, а його тон був уїдливим і часто сатиричним. Його контент був повністю південноафриканського походження, а серед авторів були Гіларі Прендіні-Тоффолі, Патрік Лі, Ґас Сілбер, Адам Левін, Кріс Маре, Лінда Шоу та Лін Сампсон. Наприкінці 2006 року було оголошено про припинення видання журналу.